# Agarodes ziczac
Agarodes ziczac là một loài Trichoptera trong họ Sericostomatidae. Chúng phân bố ở miền Tân bắc.